# Elasmosomus
Elasmosomus là một chi bọ cánh cứng trong họ 
Elateridae.
Chi này được miêu tả khoa học năm 1902 bởi Schwarz.

## Các loài
Các loài trong chi này gồm:
- Elasmosomus alluaudi (Candèze, 1895)
- Elasmosomus apicalis Schwarz, 1905
- Elasmosomus bacillus (Candèze, 1881)
- Elasmosomus bituberculatus (Fleutiaux, 1902)
- Elasmosomus brunneiventris Schwarz, 1902
- Elasmosomus christophei Girard, 1971
- Elasmosomus cornutus (Candèze, 1865)
- Elasmosomus cylindricus (Fleutiaux, 1902)
- Elasmosomus edmundi Quelle, 1955
- Elasmosomus fasciculatus Schwarz, 1902
- Elasmosomus filum (Candèze, 1897)
- Elasmosomus fleutiauxi Schwarz, 1906
- Elasmosomus humeralis Schwarz, 1902
- Elasmosomus jeanneli Mouchet, 1949
- Elasmosomus linearis Schwarz, 1902
- Elasmosomus mirificus (Candèze, 1895)
- Elasmosomus mocquerysi (Fleutiaux, 1902)
- Elasmosomus parallelus Schwarz, 1902
- Elasmosomus pauliani Mouchet, 1949
- Elasmosomus pulchellus Schwarz, 1905
- Elasmosomus pulcher Schwarz, 1905
- Elasmosomus raffrayi (Candèze, 1878)
- Elasmosomus signifer (Candèze, 1895)
- Elasmosomus sobrinus (Candèze, 1895)
- Elasmosomus testaceus Girard, 2003
- Elasmosomus undulatus Schwarz, 1902
- Elasmosomus variegatus (Fleutiaux, 1902)
- Elasmosomus vauttouxi Girard, 1971
- Elasmosomus vicinus (Candèze, 1895)